# ジェイソン・キッド
ジェイソン・フレデリック・キッド（Jason Frederick Kidd, 1973年3月23日 - ）は、アメリカ合衆国・カリフォルニア州サンフランシスコ出身の元プロバスケットボール選手、指導者。NBAのダラス・マーベリックスでヘッドコーチを務めている。現役時代はポイントガードでプレーし、ニュージャージー・ネッツを2年連続NBAファイナルに導いた。その後、NBAキャリアをスタートしたダラス・マーベリックスに復帰し、2011年に自身およびチーム共に初のNBAチャンピオンを制覇した。
ポイントガードにも関わらず、キャリア平均6.3リバウンドと、リバウンド能力が高く、トリプル・ダブルをレギュラーシーズンで107回、プレーオフでは11回達成しており、Mr.トリプル・ダブルの称号を与えられた。また、アシスト数、スティール数はNBA歴代3位、3ポイントシュート成功数は歴代18位である。「個人の成績にこだわらない。チームの勝利がすべて」と言い切る、チームプレイに徹する選手でもあった。

## 経歴

### 生い立ち
ジェイソン・フレデリック・キッドはアフリカ系アメリカ人の父スティーブと、アイルランド系アメリカ人の母アンの間に、3人兄妹の長男として生まれ、オークランドヒルズで育った。少年時代のキッドが最初に熱中したのはサッカーだったが、グラスバレー小学校の3年生の頃から次第にバスケットボールにその情熱を傾けるようになった。キッドは上級生グループに混じってバスケをするようになり、下級生という立場と身長の低さから、キッドはこの頃からシュートよりも味方の得点チャンスを演出するパスに磨きを掛けるようになったという。
彼の才能は小学生の頃から周囲の関心を惹いた。小学生離れした体格に優れたクイックハンド、一日中走り回れるスタミナを持った少年は、小学生でありながら地方紙の記事に載るほどだった。また少年時代のキッドは1980年代に一世を風靡したマジック・ジョンソンに大きな影響を受けており、テレビでロサンゼルス・レイカーズの試合を観戦してはマジックのプレーを参考にした。後にNBA有数のファーストブレークの使い手となるキッドのプレースタイルは、この頃から形作られていた。近所のプレーグラウンドでもすぐに頭角を現したが、当時、そのプレーグラウンドの頂点に君臨していたのが5歳年上のゲイリー・ペイトンであり、キッドは何度もペイトンに挑むことでバスケットの技術を培った。

### 聖ジョセフノートルダム高校
高校は聖ジョセフノートルダム高校に進学。すぐにチームのエース格となり、1991年のシーズンには同校のバスケットチームを州タイトルへと導く。学校の英雄となったキッドは大変な人気者となり、試合の前後にはファンが集団で彼の元に押し寄せてはサインを求め、キッドをプリントした高校の公式Ｔシャツの売り上げは四桁に及び、膨れ上がる観衆に対応するために聖ジョセフ高の試合は定期的にオークランド・コロシアムで行われた。1992年のシーズンにキッドは、平均25得点、7リバウンド、10アシスト、7スティールという成績を残してネイスミス賞やUSAトゥデイ紙、パレード誌選出の年間最優秀選手、マクドナルド・オール・アメリカンなど、数々の賞を受賞し、チームを州タイトル連覇に導いた。後に、マクドナルド・オール・アメリカンの偉大な35人に選ばれている。
カレッジバスケ界からも注目の的となったキッドは多くの名門大学からの勧誘を受け、あるいは高校卒業後は大学に進学にせず、そのままNBA入りするのではないかという話もあった。キッドはカリフォルニア大学バークレー校（UCバークレー）への進学を選び、多くのカレッジバスケ関係者を困惑させた。当時のUCバークレーのバスケットボールチームはお世辞にも強豪とは言えず、キッドが入学する前年のシーズンは10勝18敗と負け越しており、パシフィック・テン・カンファレンス（Pac-10）タイトルは1960年に優勝したのを最後に長らく遠ざかっていた。キッドがUCバークレーを選択した理由は至極単純なもので、UCバークレーのキャンパスが自宅から近いからというものだった。

### カリフォルニア大学バークレー校
大きな注目を集めて始まったキッドの大学最初のシーズン（1992-93シーズン）、初戦のサクラメント州立大学を大差で勝利したUCバークレーは、シーズン序盤を4連勝と順調な滑り出しを見せるが、彼らの快進撃は長続きしなかった。コーチであるルウ・カンパネリの軍隊然とした厳しい指導方針に選手達が不満を持ち始め、不穏な空気が漂うチームは敗北を繰り返すようになった。シーズン中盤には選手達が反乱を起こし、2月にはカンパネリがコーチを解任され、元トラック運転手のトッド・ボズマンが代理コーチに就任したが、この反乱を主導したのは1年生のキッドだった。この反乱劇の後にUCバークレーは勢いを取り戻し、このシーズンは前年の10勝18敗を大きく上回る19勝8敗の成績を残し、NCAAトーナメント進出。UCバークレーバスケチームを復活させた新人キッドは平均13.0得点、4.9リバウンド、7.7アシスト、3.8スティールを記録し、Pac-10の新人王とオールチームに選出される。新人にしてPac-10のオールチームに選ばれるのは史上5人目だった。また通算110スティールはNCAAの新人記録とUCB新記録となり、通算220アシストも同校の記録を更新した。キッドは全米から注目を集めるNCAAトーナメントでも活躍。1回戦のルイジアナ州立大学戦では64-64で迎えた試合残り数秒でキッドのレイアップが決まり、UCバークレーに劇的な勝利を呼び込むと、2回戦では当時トーナメント2連覇中だったグラント・ヒル擁するデューク大学を破るという波乱を巻き起こした。この年のUCバークレーはSweet16まで進出している。

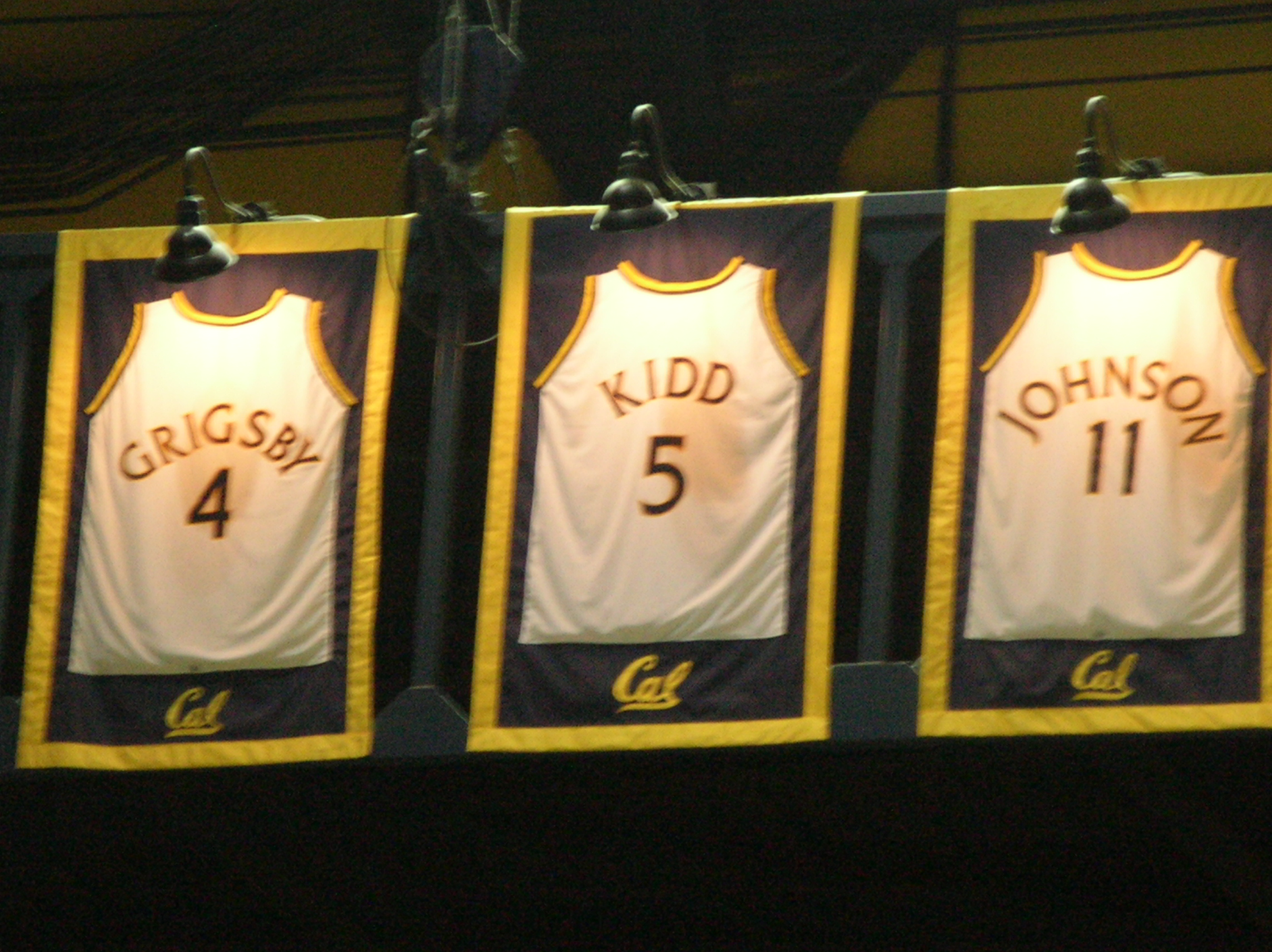
キッドの背番号『5』はケビン・ジョンソンらと共にUCバークレーの永久欠番となっている

2年目のシーズンを迎えるにあたってキッドはNCAAトーナメントのFinal4進出を目標に掲げ、10ポンドの増量と当時からキッドの課題だったアウトサイドシュートの向上に取り組んだ。しかしチーム内で故障者が続出したこともあって前年の勢いを維持することはできず、NCAAトーナメントでは1回戦敗退を喫している。個人としては課題の3Pシュート成功率を前年の28.6%から36.2%、フリースロー成功率を65.7%から69.2%まで上げることに成功。シーズン平均16.7得点、6.9リバウンド、9.1アシスト、3.1スティールを記録し、再び通算アシスト数のUCバークレー記録を更新すると共に全米でも1位に輝き、UCバークレーにとっては1968年以来となるAP通信選出のオールアメリカンファーストチーム、さらに2年生としては史上初となるPac-10の年間最優秀選手に選ばれている。2004年にはUCバークレーでキッドの背番号『5』が永久欠番となった。

### ダラス・マーベリックス （1994-1996）

#### ドラフト
NCAAトーナメントは期待外れの結果となったが、UCバークレーでの2年間はキッドがNBAでもすぐに通用することを証明していた。キッドは大学3年生には進学せず、1994年のNBAドラフトへアーリーエントリーすることを宣言。ドラフト当日、1位指名権を持つミルウォーキー・バックスはパデュー大学のスターフォワード、グレン・ロビンソンを指名。そして2位指名でキッドを指名したのがダラス・マーベリックス（以下マブス）だった。選手としては1年先輩のグラント・ヒルの方が洗練されていたが、それでもキッドを指名したマーベリックスは、キッドと9年総額5,400万ドルの大型契約を結んだ。ナイキとも契約を結んだキッドは、プロの世界を目前にして充実した夏を過ごしているかに見えたが、実はドラフトの前に起こした当て逃げとスピード違反で逮捕されており、2年の執行猶予付きで1,000ドルの罰金と100時間の地域奉仕活動を科せられていた。また交際していた女性からは子供の認知訴訟を起こされ（後に自身の子供であることを認める）、さらにマブスと契約した3日後には愛車のシボレーを盗まれるという災難にも見舞われた。プロ入りを前にプレー以外の部分で騒動の絶えなかったキッドは改めてファンからの支持を集めるために、ダラスの地元の教会に体育フロアを建設するための資金を寄付し、30枚のシーズンチケットを購入して恵まれない子供たちをマブスの試合に招待した。

#### The 3J's
多くの人々はキッドが沈み行く船に乗り込もうとしているように思えた。キッドが入団する2年前の1992-93シーズンにはNBA史上ワースト2位となる11勝71敗を記録し、翌1993-94シーズンも13勝69敗に沈んだマブスはリーグ最弱と言っても過言ではないチームだった。しかし1994年のオフ、マブスは1980年代に一時隆盛を誇った時代のマブスを指揮したディック・モッタをヘッドコーチに招聘、さらに薬物問題で3年間NBAを離れていた元マブスのロイ・タープリーを獲得し、手薄のインサイドを補強した。2年連続勝率1割台を記録し、低迷を極めたマブスだったが、1992年のNBAドラフト4位で指名したシューティングガードのジミー・ジャクソンに1993年のNBAドラフト4位で指名したスモールフォワードのジャマール・マッシュバーンと、優秀な若手は揃いつつあった。そして揃い始めた駒を上手く活かすためのポイントガードとして選ばれたのが、キッドだった。キッドはその期待に応え、21歳の新人に率いられた新生マブスは1994-95シーズン最初の16試合を9勝7敗と勝ち越し、その間、キッドが演出するファーストブレークの恩恵を受けたマッシュバーンとジャクソンはそれぞれ1試合50得点を記録。シーズンの前半終了を待たずして前年の13勝を上回る勝ち星を積み重ねる。シーズン終盤にはジャクソンが故障で戦線を離脱するも、キッドはその間平均15得点8アシスト以上の成績でチームを牽引し、シーズン最後の3週間では4回のトリプル・ダブルを達成している。キッドのルーキーイヤーの最終的な成績は平均11.7得点、5.4リバウンド、7.7アシスト、1.9スティール。平均アシスト・スティールではリーグTop10入りを果たしている。キッドという若くも優秀な司令塔を得て前年の1試合平均100.4得点から107.6得点（平均失点は殆ど変わらず）と大幅な伸びを見せたマブスは、前年の倍以上の勝ち星となる36勝46敗の成績を残し、躍進の中心に居たキッドはデトロイト・ピストンズのグラント・ヒルと共に新人王を受賞。NBAプレーオフには届かなかったものの共に平均20得点以上を記録したジャマール・マッシュバーンにジム・ジャクソン、そして新人王ジェイソン・キッドのトリオ、The 3 J'sはマブスと共にその将来を期待される若手ユニットとなった。
マブスファンの多くは1995-96シーズンのプレーオフ進出について楽観的だった。しかし、開いてみればこのシーズンのマブスは災難だらけだった。まず開幕を待たずしてロイ・タープリーが薬物違反で永久追放され、さらにセンターのドナルド・ホッジはマリファナ所持で逮捕された。シーズン開幕は4連勝を飾ったものの、18試合目にはマッシュバーンが左膝の故障に見舞われ、以後の試合を全休させられる事態に追い込まれ、重要な得点源を失ったマブスは敗北を重ねる。辛い現実はチーム内に不協和音を響かせ、2月のユタ・ジャズ戦のハーフタイムではジャクソンとスコット・ブルックスの間でチームメート同士の殴り合いが発生し、前半でジャズに20点差をつけていたマブスはその後逆転負けを喫している。この事件によってキッドのジャクソンへの不信感が高まり、キッドはシーズンが終了するまでの間、バックコートの相棒とほとんど口をきかなくなった。チームの不祥事が多発するなか、キッドは孤軍奮闘し、そんな彼の姿を地元ダラスのファンも支持した（フォートワース・スター・テレグラム社が集計したダラス市民が支持するスポーツ選手において、キッドはダラス・カウボーイズのトロイ・エイクマンに次ぐ2位だった）。NBAオールスターゲームにはファン投票によって選ばれ、マブス史上初のオールスター先発選手となり、試合ではゲームハイトなる10アシストを記録。シーズンの個人成績は平均16.6得点、6.8リバウンド、9.7アシスト、2.2スティールを記録。9.7アシストはリーグ2位、2.2スティールはリーグ4位、6.8リバウンドはガードの選手の中では1位の好記録であり、さらに史上6人目の通算700アシスト・500リバウンド以上達成者となった（一方でターンオーバーは平均4.0回、通算328回でリーグワースト1位となり、またFG成功率は2年連続で40%を下回った）。しかしキッドの奮闘も甲斐なく、マブスは26勝56敗と前年の勝率を割り込んだ。

#### 崩壊するThe 3J's
1995‐96シーズンの混乱はオフになっても尾を引き、オーナーのドナルド・カーターはチームの大部分を売却し、新オーナー陣はディック・モッタをコーチから解任。後任にジム・クレモンズが選ばれた。キッド自身はナイキが主催するツアーのために日本へ渡った際、マイケル・ジョーダンから「素晴らしい可能性を浪費している」と説教を受けている。
1996-97シーズン、新しいヘッドコーチは戦術にトライアングル・オフェンスを導入しようとしたが、選手がこれに反発し、特にキッドは公の場でクレモンズの方針を痛烈に批判した。怪我から復帰したマッシュバーンは本来の動きを取り戻せず、新戦術がもたらした混乱と得点源不足によりマブスはシーズン序盤から敗北を重ねた。この頃にはキッドとジャクソンの関係は危険水域に達していた。2人の間には人気歌手トニー・ブラクストンを巡った三角関係もあったとされ、キッドが公の場で「マブスは私かジャクソンを選ばなければならなくなるかもしれない」と口走る場面もあった。マブスももはやキッドとジャクソン、キッドとクレモンズの共存は不可能であると悟り、トレードに向けて動き始めた。そしてクリスマスの翌日、マブスとフェニックス・サンズとの間で大型トレードが交わされ、マブスからはキッド他2名、サンズからはマイケル・フィンリー、サム・キャセール、A.C.グリーンが出される事になった。その後の2月14日にはキッドとジャクソンの対立ではキッド側に味方したマッシュバーンもトレードで放出され、ここに3J'sは完全に解体された。

### フェニックス・サンズ （1996-2001）

#### アリゾナでの再出発
当時リーグを代表する強豪チームだったフェニックス・サンズは、1996-97シーズン開幕前にエースのチャールズ・バークレーが電撃移籍し、開幕13連敗を喫するなど不振だったが、キッドはアリゾナでの再出発を喜んで受け入れた。サンズでの最初の試合では20分の出場で9アシスト、7リバウンドを記録したが、鎖骨骨折に見舞われたキッドはこの試合の後約1ヶ月半を欠場している。バレンタインデーのロサンゼルス・クリッパーズ戦で復帰したキッドは、大学の先輩でもあるケビン・ジョンソンと強力なバックコートを組み、2人の平均アシスト数は共にリーグTop5入りを果たした。またキッドは3月のゴールデンステート・ウォリアーズ戦では8本の3Pシュートを決めている。様々な雑音から個人成績はシーズン平均10.9得点、9.0アシスト、4.5リバウンド、2.3スティールと前年を下回ったが、サンズはキッド獲得効果でシーズン終盤に11連勝を飾って一気に巻き返しを演じ、最終的には40勝42敗の成績を記録し、プレーオフに滑り込みで出場を果たした。キッドが待ち焦がれたプレーオフ初戦の相手は少年時代から知るゲイリー・ペイトン率いるシアトル・スーパーソニックスだったが、2勝3敗で敗れた。オフには1年間交際したテレビリポーターと結婚している。
初のプレーオフに結婚と公私ともに順調な時期を過ごしたキッドは、1997-98シーズンには本格的にサンズを操り始めた。サンズにはセドリック・セバロスにクリフォード・ロビンソン、レックス・チャンプマンといったベテランのスコアラーが揃っていたが、彼らはキッドが繰り出すファーストブレークに対応できる優れた身体能力も備えていた。さらにサンズはシーズン前に若手のアントニオ・マクダイスを獲得したことで、ロスターはさらに充実した（控えにはNBA2年目のスティーブ・ナッシュの姿もある）。キッドは敵のゴールに襲い掛かる彼らに均等にパスを送り、チームのリーディングスコアラーは毎晩のように入れ替わった。シーズン終盤には10連勝を飾り、56勝26敗を記録したサンズはプレーオフ1回戦でサンアントニオ・スパーズと対戦したが、デビッド・ロビンソンと新人ティム・ダンカンのツインタワーの前に1勝3敗で屈した。キッド個人は平均11.6得点、6.2リバウンド、9.1アシスト、2.0スティールを記録し、アシストではリーグ2位であった。

#### トップポイントガード
キッドはオフに長年の課題のジャンプシュートを改善するべく練習を重ねたが、このオフはロックアウトという思わぬ事態で長引くことになった。遅れに遅れた1998-99シーズンの開幕は2月となり、シーズンは通常の82試合から50試合に短縮された。キッドはオフの特訓が実り、FG成功率は44.4%と改善が見られた。またシーズン平均16.9得点、6.8リバウンド、10.8アシスト、2.3スティールを記録し、自身初となるアシスト王に輝き、オールNBAファーストチーム、オールディフェンシブファーストチームにも選出され、名実共にリーグのトップポイントガードの地位に上り詰めた。しかしチームは故障者が多かったこともあり27勝23敗と前年よりも勝率を落とすと、プレーオフではポートランド・トレイルブレイザーズの前に3戦全敗を喫し、3年連続でプレーオフ1回戦負けを喫したキッドは非難の矢面に立たされた。同時期に父親の死も重なったため、キッドにとっては辛い時期となったが、オフに開催されたバスケットボールアメリカ選手権での活躍は、彼の評価を上昇させた。
サンズは1999-2000シーズンを前にペニー・ハーダウェイとオリバー・ミラーを獲得。キッドとハーダウェイのデュオは大きな注目を集めたが、ハーダウェイは怪我がちで全盛期のプレーは再現できなかった。また20試合を消化した時点でダニー・エインジが突然ヘッドコーチを辞任。後任には当時まだ36歳のスコット・スカイルズが選ばれた。キッドはシーズン平均14.3得点、7.2リバウンド、10.1アシスト、2.3スティールを記録し、2年連続のアシスト王、オールNBAファーストチーム、オールディフェンシブファーストチームに選出された。しかしキッドはシーズン終盤の3月に右足の骨折で戦線離脱。チームの司令塔を失ったサンズは一気に失速するかに思われたが、ショーン・マリオンの成長とケビン・ジョンソンの電撃復帰、スカイルズの手腕によりキッド離脱後も大きく成績を崩すことはなく、サンズは53勝29敗の成績でレギュラーシーズンを終えた。サンズファンにとってプレーオフの関心事はキッドが復帰するかどうかだったが、サンズは意外にもキッド抜きで前年のチャンピオンチーム、サンアントニオ・スパーズ相手に2勝をあげた。キッドは第4戦にて10アシストと金髪の頭を手土産に復活。スパーズを破り、キッドは念願のプレーオフ1回戦突破を果たした。しかしカンファレンス準決勝ではシャキール・オニールとコービー・ブライアントを擁し、黄金期を迎えようとしていたロサンゼルス・レイカーズの前に1勝4敗で屈する。キッドは第4戦で22得点、10リバウンド、16アシストと自身初のプレーオフでのトリプル・ダブルを達成し、シリーズ唯一の1勝に貢献した。オフにはアメリカ代表として2000年シドニーオリンピックに出場し、金メダルを獲得している。

#### アリゾナからの追放
2000-01シーズン序盤、サンズは7連勝を飾るなど順調な滑り出しを見せているかのように思えた。しかしチーム内では複数の選手にプライベイトでの問題が噴出。アンファニー・ハーダウェイは女性を殴ったとして訴訟を起こされ、クリフォード・ロビンソンは飲酒運転で逮捕された。しかし最大の事件は2001年1月にキッドが妻に対するドメスティックバイオレンスで逮捕されたことであり、このニュースは全米に向けて報じられ、保釈後のキッドは様々な批判に晒された。この問題でキッドは数日間チームを離れる事になったが、復帰後は事件の影響をコートには持ち込まずに精力的にプレーした。チームはキッドの得点力を活かすためにより多くの得点機会をキッドに与え、キッドはシーズン後半には43得点を記録するなど、高得点の試合を連発した。最終的には平均16.9得点6.4リバウンド9.8アシスト2.2スティールの成績で3年連続のアシスト王、オールNBA、オールディフェンシブ、両ファーストチームに輝いている。なお、3年連続でアシスト王を受賞したのは、ボブ・クージー、オスカー・ロバートソン、ジョン・ストックトンに次いで史上4人目であった。プレーオフは1回戦でサクラメント・キングスに1勝3敗で敗れた。
キッドは暴行事件の後に6ヶ月の心理カウンセリングを受け、アルコールを断ち、妻とも和解するなど社会的人格の回復に努めていたが、サンズは騒動により損なわれたチームのイメージ回復を優先し、キッドの放出を決定。6月にニュージャージー・ネッツと交渉しキッドとステフォン・マーブリーとの交換トレードを成立させた。

### ニュージャージー・ネッツ （2001-2008）

#### ミラクル・ネッツ
当時のニュージャージー・ネッツは誰の目から見てもリーダー不在のフランチャイズであり、過去7年間でプレーオフ進出は1回のみ、2000-01シーズンも26勝56敗と大きく負け越した典型的なドアマットチームだった。そのネッツがたった一人、キッドを迎え入れただけでプレーオフ、さらにNBAファイナルまで進出したことは、当時のNBAファンを大いに驚かせた。
近年のネッツの不振は故障者が続出した影響もあったが、シューティングガードのケリー・キトルズやパワーフォワードのケニオン・マーティン、エース格のキース・ヴァン・ホーンらは怪我から立ち直りつつあった。また新人たちの中にはリチャード・ジェファーソンやジェイソン・コリンズの姿もあった。2年目の若手ヘッドコーチ、バイロン・スコットはキッドという正真正銘のリーダーがチームを牽引してくれると確信し、そしてキッドはスコットの要請で開幕前にチームメートの前で演説し、迎える2001-02シーズンを「特別なシーズンとなる可能性がある」と述べた。キッドは開幕戦のインディアナ・ペイサーズ戦で自らの言葉を実証するようなプレーを見せた。第4Qに入った時点で11点のビハインドを背負っていたキッドは、14得点、10リバウンド、9アシスト、4スティールの活躍でチームに逆転勝利を呼び込んでいる。緒戦の勝利に勢いに乗ったネッツは最初の8試合を7勝をあげ、アトランティック・デビジョンの首位を確保することになった。ネッツ躍進の秘密はディフェンスの大幅な改善にあった。前年平均失点でリーグ22位と下位に沈んでいてたネッツのディフェンス力は、リーグ指折りのディフェンダーでもあるキッドの加入で平均失点はリーグ5位まで改善された。さらにディフェンスの強化はオフェンスにも好影響を及ぼした。強固なディフェンスによってボールの保持権を奪えば、それはそのままキッドが得意とするファーストブレークを繰り出すチャンスとなったからである。刺激的なトランジション・ゲームを展開したネッツの平均得点は、前年のリーグ22位から13位まで上昇。攻守両面の改善という困難な作業を成功させたネッツはシーズンを通して好調を維持し、前年の26勝の倍となる52勝をあげて前年のカンファレンス12位から一気に1位まで駆け上がった。キッドはMVP獲得も有力視されていたが、個人成績は決して派手なものではなかったため（キッドの成績は平均14.7得点、7.3リバウンド、9.9アシスト、2.2スティールで4年ぶりにアシスト王の座を明け渡している）、MVP投票はティム・ダンカンに次ぐ2位に終わった。

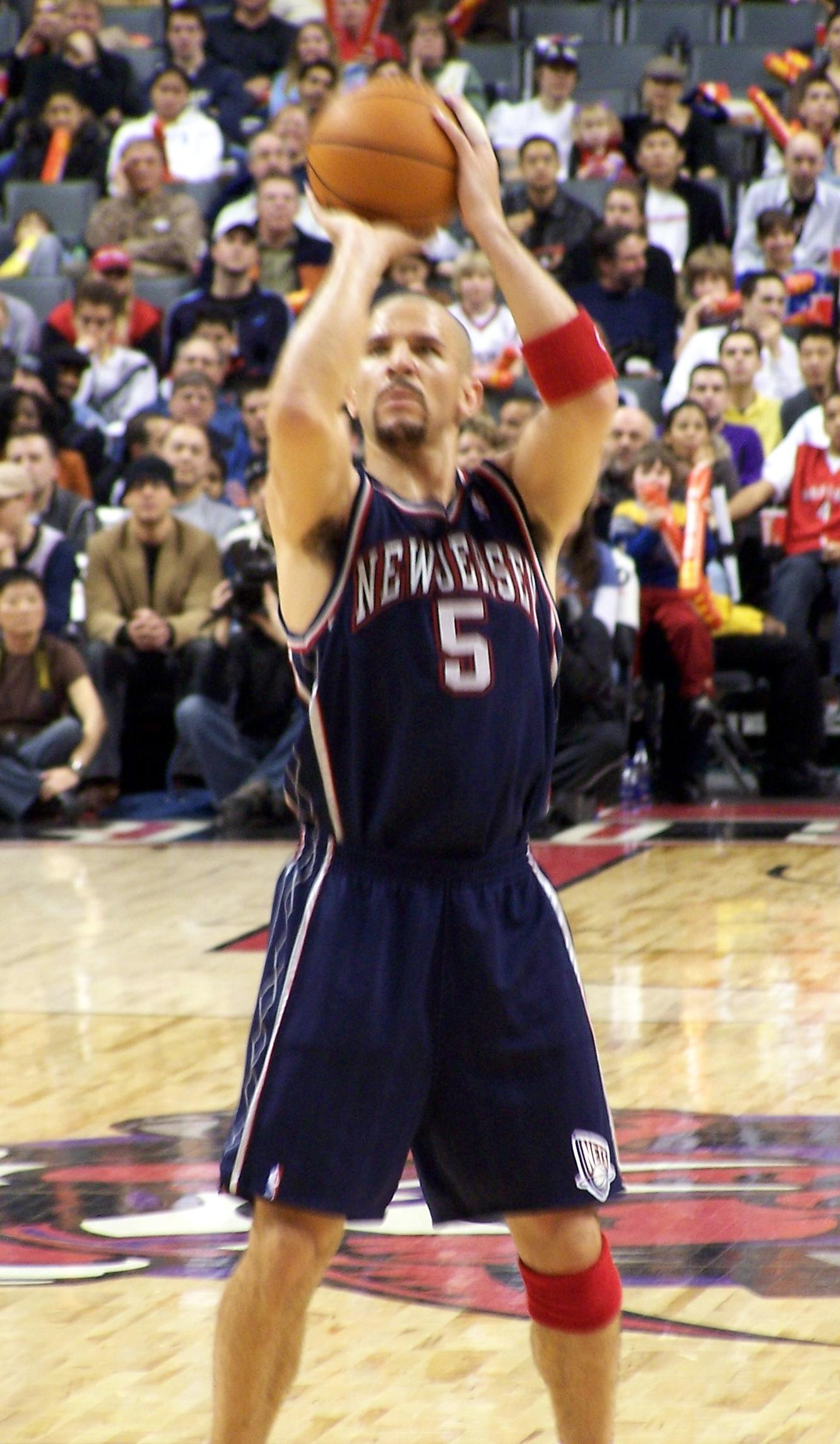
ネッツ時代のキッド

プレーオフに入ってもネッツの勢いは止まらなかった。1回戦でレジー・ミラー率いるインディアナ・ペイサーズと対戦。初戦を落とし、その後1勝2敗とペイサーズに先にシリーズを王手を掛けられるも、天王山の第5戦ではキッドの31得点の活躍でネッツがペイサーズを降し、1983-84シーズン以来の1回戦突破を果たした。カンファレンス準決勝ではバロン・デイビス擁するシャーロット・ホーネッツと対戦。第3戦ではルーズボールの争いでキッドとホーネッツのデビッド・ウェズリーが接触し、キッドの瞼が裂けるという災難に見舞われるも、ネッツは4勝1敗でホーネッツを一蹴し、NBA加盟以来初となるカンファレンス決勝進出を果たした。ファイナルの前に立ちはだかったのがポール・ピアスとアントワン・ウォーカー擁するボストン・セルティックスだったが、キッドはこのシリーズで3回のトリプル・ダブルを達成し（1つのシリーズで3回以上のトリプル・ダブルを達成するのは1960年代以来の快挙だった）、4勝2敗でこのシリーズを制したネッツがついにファイナル進出を果たした。ファイナルでは当時ファイナル2連覇中だったロサンゼルス・レイカーズと対戦。怪物センター、シャキール・オニールを止める術を最後まで見出せなかったネッツは4戦全敗を喫したが、このシーズンのネッツのセンセーションはキッドの実力を周囲に改めて知らしめた。
レイカーズをはじめとする西の強豪チームを相手にするには、ネッツはインサイドが非力過ぎた。優勝を目指すネッツは2002-03シーズン前にヴァン・ホーンらを放出して過去4度NBA最優秀守備選手賞に輝いたディケンベ・ムトンボを獲得するが、ムトンボは怪我で満足のいくプレーができず、この補強は失敗に終わった。一方で2年目のリチャード・ジェファーソンが成長を見せ、キッド、ケニオン・マーティンらと共にチームの中核を占めるようになった。ネッツは50勝には及ばなかったものの49勝33敗の成績でカンファレンス2位の座を堅守。キッドはキャリアハイ、チームハイとなる平均18.9得点、2年ぶりにアシスト王の座を奪回する平均8.9アシスト、その他平均6.3リバウンド、2.2スティールをあげた。メディアの多くはニュージャージーの熱狂はこの年も続かないものとを思っており、プレーオフではネッツが1回戦を突破することすら疑問視していた。1回戦の相手はゲイリー・ペイトンとサム・キャセール擁するミルウォーキー・バックスだったが、キッドは3勝2敗で迎えた第6戦で22得点、11リバウンド、11アシストを記録してバックスを降し、周囲の否定的な予想を覆してみせると、カンファレス準決勝のセルティックス戦、カンファレンス決勝のデトロイト・ピストンズ戦をいずれも4戦全勝で制するという圧倒的な強さで、2年連続のファイナル進出を果たした。とは言えニューヨーク周辺のメディアは相変わらずネガティブな報道を繰り返し、ネッツはファイナルでサンアントニオ・スパーズの前に、前年と同じように惨敗を喫するだろうと予想された。スパーズはインサイドにはリーグを代表するビッグマンのティム・ダンカンがおり、バックコートにはトニー・パーカー、マヌ・ジノビリが揃うという充実した陣容を誇っていた。サンアントニオで行われた第1戦ではメディアの予想通り、ネッツの貧弱なインサイド陣がダンカンによって一蹴され、89-101で敗北するが、第2戦ではキッドの30得点の活躍でスパーズのホームコートアドバンテージを無効にする87-85の勝利をあげ、第4戦でも勝利するなどネッツは周囲の予想以上の善戦を見せたが、第6戦で力尽き、2勝4敗で2年連続ファイナル敗退に終わった。
このオフにFAとなったキッドのもとに、キッドの優勝の夢を砕いたばかりのスパーズからオファーが舞い込む。是非とも優勝したいキッドにとってこのオファーは大変に魅力的だったが、それでもキッドはネッツでの優勝を望み、ネッツと6年9900万ドルの大型契約を結んだ。ネッツはキッドを満足させるために腎臓疾患から奇跡の復活を果たしたアロンゾ・モーニングを獲得したが、彼もまたムトンボ同様にネッツに戦力を供給することはできず、12試合のみの出場にとどまっている。有力なビッグマン不在とキッドとバイロン・スコットHCの不和によりチームは安定性を欠き、シーズン前半は22勝20敗と勝率5割を僅かに上回っただけだった。しかしスコットがコーチを解任され、後任にローレンス・フランクが就任するとネッツは14連勝を飾る。連勝期間中キッドは2回のトリプル・ダブルを記録するなど活躍したが、3月には膝の故障で戦線離脱を強いられ、大黒柱の不在でネッツも勝率が伸び悩み、最終的には47勝35敗の成績に終わった。プレーオフでは1回戦でニューヨーク・ニックスを4戦全勝で破るが、カンファレンス準決勝のピストンズ戦では、膝の故障から回復しきってないキッドがシュートタッチに苦しみ、ネッツはロード2連戦を連敗する。ホームで迎えた第3戦ではネッツが勝利し、第4戦ではキッドが22得点、10リバウンド、11アシストと活躍、シリーズは3勝3敗のタイで第7戦を迎えた。しかしこの大一番でキッドは再びシュートスランプに陥り、8本のフィールドゴール全てを外し、0得点に終わった。大黒柱の大不振によってネッツは69-90と大敗し、3年連続のファイナル進出はならなかった。

#### ビッグスリー
オフ、キッドと相性の良かったケニオン・マーティンがチームを去ったことはキッドに大きなショックを与えた。キッド自身はプレーオフでの大不振の原因となった膝を完治させるために手術を決断し、2004-05シーズンの開幕に遅れることが決まった。キッドが受けたマイクロフラクチャー手術は過去にペニー・ハーダウェイなど多くの選手のキャリアを奪った危険度の高い手術として知られるが、キッドは無事復帰した（12月6日のトロント・ラプターズ戦で復帰）。キッドの不在中4勝11敗と大きく負け越していたネッツは、キッド復帰後少しずつ勝ち星を増やしていき、マーティンの放出で弱体化したインサイドでは新人のネナド・クリスティッチが踏ん張りを見せるなど、シーズン序盤を大きく出遅れたネッツにも明るい兆しが見え始めた。そして12月17日、ネッツはトロント・ラプターズからトレードによってヴィンス・カーターを獲得することに成功。リーグ最高峰のパサーであるキッドとリーグ最高峰のスラムダンカーであるカーターのデュオは大きな注目を集め、そしてジェイソン・キッドとヴィンス・カーター、リチャード・ジェファーソンのトリオはビッグスリーと称された。しかし1月に入ると今度はジェファーソンが手首の負傷により長期離脱を強いられ、このトリオがこのシーズン中に十分機能することはなかった。戦力不足によってネッツのプレーオフ進出に黄信号が点り始めたが、シーズン終盤にはキッドとカーターの活躍でネッツは驚異的な巻き返しを演じ、42勝40敗の成績で辛うじてプレーオフに進出した。プレーオフでは1回戦でマイアミ・ヒートの前に敗れている。
2005-06シーズンは開幕からキッド、カーター、ジェファーソンのビッグスリーが揃い、シーズン終盤にはチーム記録となる14連勝をマークし、勝率も2年連続でファイナルに出場した頃の水準に戻すが、プレイオフではカンファレンスセミファイナルで再びヒートに敗れた。2006-07シーズンのキッドはクリスティッチとジェファーソンが故障により相次いで戦線離脱し、自身は離婚問題を抱えるなど、公私に渡って厳しい状況に置かれたが、平均13.0得点、9.2アシスト、リバウンドでは平均8.2本とビッグマン並みの好成績を残し、3年ぶりにオールスターにも復帰した(怪我でゲームには不参加)。2人の得点源を欠いたチームは苦戦を強いられ、41勝41敗とキッド移籍以来の最低勝率に終わったものの、プレーオフには6シーズン連続の出場を果たした。プレーオフはカンファレンス準決勝でクリーブランド・キャバリアーズに敗退したが、キッドはプレイオフ期間中14.6得点、10.9リバウンド、10.9アシストのトリプル・ダブルのアベレージでチームを牽引した。
翌2007-2008シーズン、キッドは現役タイ記録となる3試合連続トリプルダブルを叩き出すなど、個人としては好調のシーズンを送っていたが、一方でチーム成績は低迷し、負け越しの状態が続いた。チームの不振と自身の契約に不満を持ったキッドはチームに対し強くトレードを要求するようになり、そして先発出場を果たしたオールスター明けに、ダラス・マーベリックスとの間で8選手が絡む大型トレード（ネッツ側からはキッド、マリック・アレン、アントワン・ライト。マーベリックス側からはデビン・ハリス、キース・ヴァン・ホーン、トレントン・ハッセル、サガナ・ジョップ、モーリス・エイガー及び将来の1巡目指名権2つ、現金300万ドル）が成立。キッドは7シーズン過ごしたネッツを去り、若手時代に過ごした古巣のマーベリックスに復帰することになった。

### 再びのマーベリックス （2008-2012）

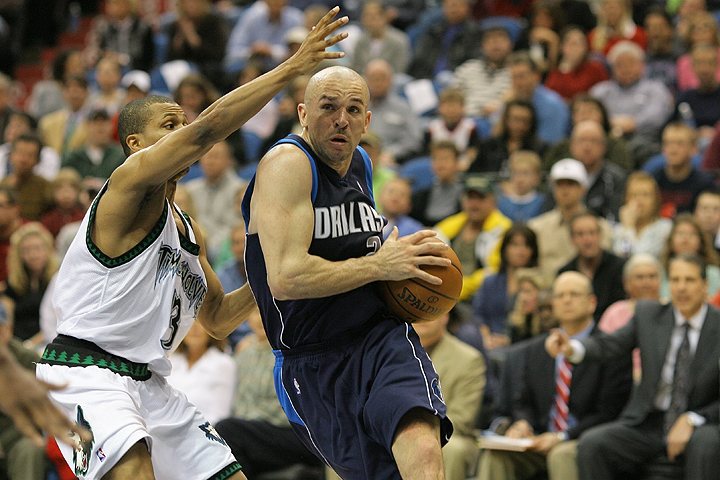
再びマーベリックスでプレイするキッド

キッドが離れていた約11年の間にマーベリックスはリーグトップクラスの強豪チームとなっていたが、あと一歩のところで優勝には届かず、キッド獲得は優勝のための最後の手段でもあった。キッドの経験とリーダーシップがマブスに足りなかった最後のピースを埋めると期待されたが、しかしセットオフェンスと1on1を多用するマブスのオフェンスの中でキッドは上手く機能せず、マブスはむしろ失速してしまった。プレーオフでは若手PGのクリス・ポール率いるニューオーリンズ・ホーネッツの前に完敗してしまい、翌2008-09シーズンも成績は思うように上がらず、プレーオフではチャンシー・ビラップス擁するデンバー・ナゲッツの前に、またもや完敗を喫した。2009年のオフにFAとなったキッドは、3年総額2,500万ドルでマブスと再契約した。

### 悲願の初優勝
2010-2011シーズンにマブスは二度目、キッドは三度目のファイナル進出をする。ファイナルでは4勝2敗でヒートを退け、自身初となるチャンピオンリングを手に入れた。

### ニューヨーク・ニックス （2012-2013）

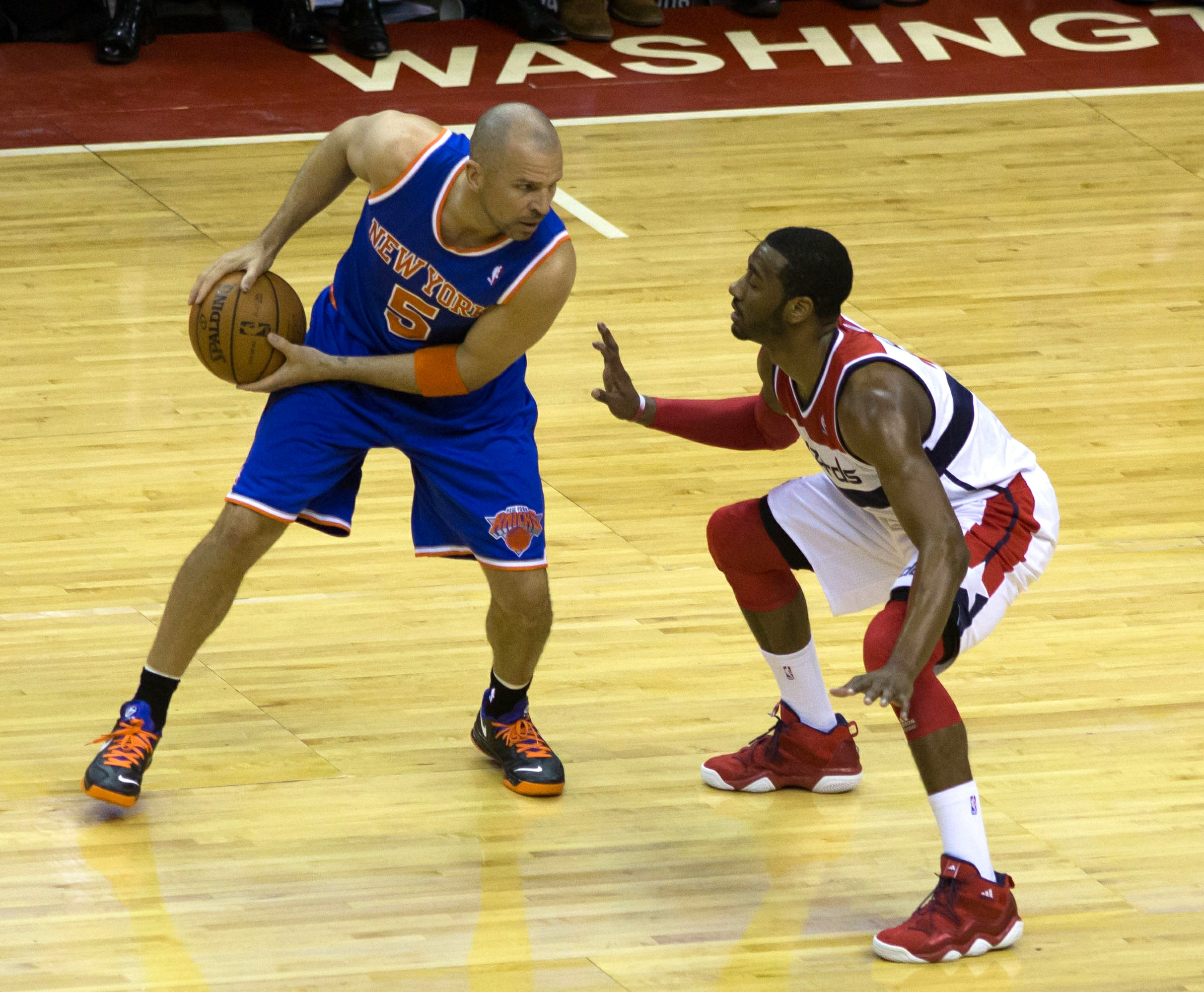
ニックスでのキッド(左)
(右はジョン・ウォール)

2012年7月5日にニューヨーク・ニックスとの3年契約に合意した。

### 引退
2013年6月3日、現役を引退。
2018年3月31日、バスケットボール殿堂入りが発表された。

## ヘッドコーチ

### ブルックリン・ネッツのヘッドコーチに就任（2013-2014）
2013年6月12日、ブルックリン・ネッツのヘッドコーチに就任。指導者としての道を歩むこととなった。2013年10月17日に背番号5はネッツの永久欠番となった。しかしフロント陣と補強面や采配面などを巡って対立、チームは44勝38敗の成績でプレーオフに導いたものの、カンファレンス準決勝でマイアミ・ヒートの前に1勝4敗で屈した。そしてシーズンオフにキッドはフロントにもっと高い役職を要求するもフロント陣は拒否し、キッドに他チームとの交渉権を与えた。

### ミルウォーキー・バックスのヘッドコーチに転身 (2014-2018)
ブルックリン・ネッツから他チームとの交渉権を与えられたキッドは、以前から親交が深かったニューヨークの資産家ウェズリー・エデンスとマーク・ラスリーが共同オーナーに就任したミルウォーキー・バックスと交渉し、2014年7月1日、晴れてバックスのヘッドコーチに就任することになった。その際に15勝67敗というリーグワーストの成績を記録した前ヘッドコーチのラリー・ドリューが自動的に解任となったのだが、新オーナー陣は一旦ドリューにコーチ続投を告げていたにもかかわらず、チーム関係者らに何の相談もせずにキッドを新ヘッドコーチに据えたとたんに一方的にドリューを解任したこともあり、新オーナー陣とキッドは､「ドリューに対する敬意を欠いている」と、いきなり非難を浴びる羽目になってしまった。またキッドの権利をバックスが譲受する際に、2015年と2019年のドラフトニ巡目の指名権をネッツに譲渡するというドタバタぶりであった。
そんなすったもんだの末に "移籍"  したキッドだったが、1年目のシーズンは、前シーズン15勝67敗に終わったバックスを見事に立て直し、2009-10シーズン以来の40勝を記録し、プレーオフに導いた。2015-16シーズンは34勝48敗に終わったが、2016-17シーズンはヤニス・アデトクンボを軸としたオフェンスが効を奏し、2009-10シーズン以来のシーズン5割以上に導いた。
2018年1月22日、バックスからヘッドコーチの職を解任された。キッドはバックスでの3年半でチームを2度プレーオフに導いており、今季も22日時点でプレーオフ圏内のカンファレンス8位につけていた。またチームのエースであるアデトクンボはキッドの解任に反対し、留任を試みようとしたと報じられた。

### マブスにHCで帰還 (2021-)
2021年6月28日、マブスのHCに就任したことが発表された。

## アメリカ代表
キッドが初めてアメリカ代表に参加したのは彼がカリフォルニア大学バークレー校で最初のシーズンを終えた時であり、彼はチーム唯一の大学1年生だった。代表チームはヨーロッパ遠征をし、3勝2敗の戦績を残している。キッド自身は平均8.4得点、4.2リバウンド、4.0アシストを記録した。
キッドが次にアメリカ代表に参加したのは1999年のオリンピック予選（バスケットボールアメリカ選手権）で、キッドは7.4得点、4.4リバウンド、6.8アシスト、2.7スティールを記録し、代表チームの優勝に大きく貢献した。チームキャプテンの一人として臨んだ本番の2000年シドニーオリンピックでは、6.0得点、5.3リバウンド、4.4アシスト、3P成功率50.0%を記録し、見事に金メダルを獲得した。キッドは2002年のバスケットボール世界選手権の代表にも選ばれたが、怪我のため出場を辞退した。2003年のオリンピック予選には無事出場したが、2004年のアテネオリンピックは再び怪我で代表を辞退せざるを得なかった。この時、アメリカ代表はオリンピックにNBA選手を送り出して以来、初めて金メダルを逃している。
以後、暫く代表には参加していなかったキッドだったが、2007年のオリンピック予選では代表入りの意思を示した。アテネで金メダルを逃したアメリカ代表は以後若手選手中心のチーム構成で戦ってきたが、2006年の世界選手権でも満足のいく結果は得られず、ベテランのキッドの代表入りは歓迎すべきことだった。キッドはオリンピック予選、本番の北京オリンピックで殆どの試合で先発出場し、期待されたリーダーシップも存分に発揮して金メダル奪回に貢献した。
キッドはエキシビジョンゲームも含めてプロ入り以降に出場した国際試合全56試合で無敗という成績を誇っている。

## ミスター・トリプル・ダブル
優秀なポイントガードならば、得点、アシストともに毎試合二桁を狙えるが、キッドの場合は加えてリバウンドでもしばしば2桁を記録し、ミスター・トリプル・ダブルと呼ばれた。通算の達成回数はラッセル・ウェストブルック、オスカー・ロバートソン、ニコラ・ヨキッチ、マジック・ジョンソン、レブロン・ジェームズに次いで歴代6位である。2007年のプレイオフ、ラプターズ戦では自身プレーオフ2回目のトリプル・ダブルを達成、ウィルト・チェンバレン、マジック・ジョンソンに次いで史上3人目のプレーオフでのトリプル・ダブル複数回達成者となり、プレーオフでの通算達成回数は、マジック・ジョンソン、レブロン・ジェームズ、ニコラ・ヨキッチ、ラッセル・ウェストブルックに次いで歴代5位である。ちなみに、トリプル・ダブル達成のチャンスを逃す選手の多くはリバウンド数やアシスト数が足りないが、キッドの場合は得点が足りないことが多い珍しいタイプである。

## 個人成績

### NBA

#### レギュラーシーズン
| シーズン     | チーム       | GP    | GS    | MPG  | FG%  | 3P%  | FT%  | RPG | APG   | SPG | BPG | TO   | PPG  |
| ------------ | ------------ | ----- | ----- | ---- | ---- | ---- | ---- | --- | ----- | --- | --- | ---- | ---- |
| 1994–95      | DAL          | 79    | 79    | 33.8 | .385 | .272 | .698 | 5.4 | 7.7   | 1.9 | .3  | 3.16 | 11.7 |
| 1995–96      | DAL          | 81    | 81    | 37.5 | .381 | .336 | .692 | 6.8 | 9.7   | 2.2 | .3  | 4.05 | 16.6 |
| 1996–97      | DAL          | 22    | 22    | 36.0 | .369 | .323 | .667 | 4.1 | 9.1   | 2.0 | .4  | 3.00 | 9.9  |
| 1996–97      | PHX          | 33    | 23    | 35.5 | .423 | .400 | .688 | 4.8 | 9.0   | 2.4 | .4  | 2.30 | 11.6 |
| 1997–98      | PHX          | 82*   | 82*   | 38.0 | .416 | .313 | .799 | 6.2 | 9.1   | 2.0 | .3  | 3.18 | 11.6 |
| 1998–99      | PHX          | 50*   | 50*   | 41.2 | .444 | .366 | .757 | 6.8 | 10.8* | 2.3 | .4  | 3.00 | 16.9 |
| 1999–00      | PHX          | 67    | 67    | 39.0 | .409 | .337 | .829 | 7.2 | 10.1* | 2.0 | .4  | 3.37 | 14.3 |
| 2000–01      | PHX          | 77    | 76    | 39.8 | .411 | .297 | .814 | 6.4 | 9.8*  | 2.2 | .3  | 3.71 | 16.9 |
| 2001–02      | NJN          | 82    | 82    | 37.3 | .391 | .321 | .814 | 7.3 | 9.9   | 2.1 | .2  | 3.49 | 14.7 |
| 2002–03      | NJN          | 80    | 80    | 37.4 | .414 | .341 | .841 | 6.3 | 8.9*  | 2.2 | .3  | 3.70 | 18.7 |
| 2003–04      | NJN          | 67    | 66    | 36.6 | .384 | .321 | .827 | 6.4 | 9.2*  | 1.8 | .2  | 3.19 | 15.5 |
| 2004–05      | NJN          | 66    | 65    | 36.9 | .398 | .360 | .740 | 7.4 | 8.3   | 1.9 | .1  | 2.53 | 14.4 |
| 2005–06      | NJN          | 80    | 80    | 37.2 | .404 | .352 | .795 | 7.3 | 8.4   | 1.9 | .4  | 2.40 | 13.3 |
| 2006–07      | NJN          | 80    | 80    | 36.7 | .406 | .343 | .778 | 8.2 | 9.2   | 1.6 | .3  | 2.66 | 13.0 |
| 2007–08      | NJN          | 51    | 51    | 37.2 | .366 | .356 | .820 | 8.1 | 10.4  | 1.5 | .3  | 3.63 | 11.3 |
| 2007–08      | DAL          | 29    | 29    | 34.9 | .426 | .461 | .815 | 6.5 | 9.5   | 2.1 | .4  | 2.79 | 9.9  |
| 2008–09      | DAL          | 81    | 81    | 35.6 | .416 | .406 | .819 | 6.2 | 8.7   | 2.0 | .5  | 2.28 | 9.0  |
| 2009–10      | DAL          | 80    | 80    | 36.0 | .423 | .425 | .808 | 5.6 | 9.1   | 1.8 | .4  | 2.44 | 10.3 |
| 2010–11†     | DAL          | 80    | 80    | 33.2 | .361 | .340 | .870 | 4.4 | 8.2   | 1.7 | .4  | 2.24 | 7.9  |
| 2011–12      | DAL          | 48    | 48    | 28.7 | .363 | .354 | .786 | 4.1 | 5.5   | 1.7 | .2  | 1.90 | 6.2  |
| 2012–13      | NYK          | 76    | 48    | 26.9 | .372 | .351 | .833 | 4.3 | 3.3   | 1.6 | .3  | 1.0  | 6.0  |
| 通算         | 通算         | 1,391 | 1,350 | 36.0 | .400 | .349 | .785 | 6.3 | 8.7   | 1.9 | .3  | 2.88 | 12.6 |
| オールスター | オールスター | 9     | 5     | 23.2 | .525 | .478 | .833 | 3.4 | 7.7   | 2.7 | .0  | 2.56 | 6.4  |

#### プレーオフ
| シーズン | チーム | GP  | GS  | MPG  | FG%  | 3P%  | FT%   | RPG  | APG  | SPG | BPG | TO   | PPG  |
| -------- | ------ | --- | --- | ---- | ---- | ---- | ----- | ---- | ---- | --- | --- | ---- | ---- |
| 1997     | PHX    | 5   | 5   | 41.4 | .396 | .364 | .526  | 6.0  | 9.8  | 2.2 | .4  | 2.60 | 12.0 |
| 1998     | PHX    | 4   | 4   | 42.8 | .379 | .000 | .813  | 5.8  | 7.8  | 4.0 | .5  | 3.00 | 14.3 |
| 1999     | PHX    | 3   | 3   | 42.0 | .419 | .250 | .714  | 2.3  | 10.3 | 1.7 | .3  | 3.00 | 15.0 |
| 2000     | PHX    | 6   | 6   | 38.2 | .400 | .364 | .778  | 6.7  | 8.8  | 1.8 | .2  | 3.83 | 9.8  |
| 2001     | PHX    | 4   | 4   | 41.5 | .319 | .235 | .750  | 6.0  | 13.3 | 2.0 | .0  | 3.00 | 14.3 |
| 2002     | NJN    | 20  | 20  | 40.2 | .415 | .189 | .808  | 8.2  | 9.1  | 1.7 | .4  | 3.35 | 19.6 |
| 2003     | NJN    | 20  | 20  | 42.6 | .402 | .327 | .825  | 7.7  | 8.2  | 1.8 | .2  | 3.95 | 20.1 |
| 2004     | NJN    | 11  | 11  | 43.1 | .333 | .208 | .811  | 6.6  | 9.0  | 2.3 | .6  | 3.91 | 12.6 |
| 2005     | NJN    | 4   | 4   | 45.5 | .388 | .367 | .545  | 9.0  | 7.3  | 2.5 | .0  | 2.25 | 17.3 |
| 2006     | NJN    | 11  | 11  | 40.9 | .371 | .300 | .826  | 7.6  | 9.6  | 1.5 | .2  | 2.18 | 12.0 |
| 2007     | NJN    | 12  | 12  | 40.3 | .432 | .420 | .520  | 10.9 | 10.9 | 1.8 | .4  | 3.42 | 14.6 |
| 2008     | DAL    | 5   | 5   | 36.0 | .421 | .462 | .625  | 6.4  | 6.8  | 1.4 | .4  | 1.80 | 8.6  |
| 2009     | DAL    | 10  | 10  | 38.6 | .458 | .447 | .850  | 5.8  | 5.9  | 2.2 | .3  | 2.00 | 11.4 |
| 2010     | DAL    | 6   | 6   | 40.5 | .304 | .321 | .917  | 6.8  | 7.0  | 2.3 | .2  | 1.50 | 8.0  |
| 2011†    | DAL    | 21  | 21  | 35.4 | .398 | .374 | .800  | 4.5  | 7.3  | 1.9 | .5  | 2.67 | 9.3  |
| 2012     | DAL    | 4   | 4   | 36.0 | .341 | .346 | .900  | 6.0  | 6.0  | 3.0 | .3  | 2.8  | 11.5 |
| 2013     | NYK    | 12  | 0   | 20.6 | .120 | .176 | 1.000 | 3.5  | 2.0  | 1.0 | .3  | 1.1  | .9   |
| 通算     | 通算   | 158 | 146 | 38.5 | .391 | .322 | .781  | 6.7  | 8.0  | 1.9 | .3  | 2.8  | 12.9 |

### カレッジ
| シーズン | チーム         | GP | GS | MPG  | FG%  | 3P%  | FT%  | RPG | APG | SPG | BPG | PPG  |
| -------- | -------------- | -- | -- | ---- | ---- | ---- | ---- | --- | --- | --- | --- | ---- |
| 1992–93  | カリフォルニア | 29 | —  | 31.8 | .463 | .286 | .657 | 4.9 | 7.7 | 3.8 | .3  | 13.0 |
| 1993–94  | カリフォルニア | 30 | —  | 35.1 | .472 | .362 | .692 | 6.9 | 9.1 | 3.1 | .3  | 16.7 |
| 通算     | 通算           | 59 | —  | 33.5 | .468 | .333 | .677 | 5.9 | 8.4 | 3.5 | .3  | 14.9 |

## ヘッドコーチ成績
| チーム | シーズン | G   | W   | L   | W–L% | シーズン結果        | PG | PW | PL | PW–L% | 最終結果                 |
| ------ | -------- | --- | --- | --- | ---- | ------------------- | -- | -- | -- | ----- | ------------------------ |
| BKN    | 2013–14  | 82  | 44  | 38  | .537 | アトランティック2位 | 12 | 5  | 7  | .417  | カンファレンス準決勝敗退 |
| MIL    | 2014–15  | 82  | 41  | 41  | .500 | セントラル3位       | 6  | 2  | 4  | .333  | 1回戦敗退                |
| MIL    | 2015–16  | 82  | 33  | 49  | .402 | セントラル5位       | —  | —  | —  | —     | プレーオフ不出場         |
| MIL    | 2016–17  | 82  | 42  | 40  | .512 | セントラル2位       | 6  | 2  | 4  | .333  | 1回戦敗退                |
| MIL    | 2017–18  | 45  | 23  | 22  | .511 | (解任)              | —  | —  | —  | —     | —                        |
| DAL    | 2021–22  | 82  | 52  | 30  | .634 | サウスウェスト2位   | 18 | 9  | 9  | .500  | カンファレンス決勝敗退   |
| DAL    | 2022–23  | 82  | 38  | 44  | .463 | サウスウェスト3位   | —  | —  | —  | —     | プレーオフ不出場         |
| DAL    | 2023–24  | 82  | 50  | 32  | .610 | サウスウェスト1位   | 22 | 13 | 9  | .591  | NBAファイナル敗退        |
| DAL    | 2024–25  | 82  | 39  | 43  | .476 | サウスウェスト3位   | —  | —  | —  | —     | プレーオフ不出場         |
| 通算   | 通算     | 701 | 362 | 339 | .516 |                     | 64 | 31 | 33 | .484  |                          |

## その他
- キッドは3人兄弟の長男で、サンフランシスコで黒人の父と白人の母の間に生まれた。現在は自身も3人の子供たちの父親である。
- NBAではフリースローは放つ際に独自のルーティーンを行う選手が多いが、キッドのそれはとりわけ奇抜であり、リングに向けて投げキッスをするというものである。これは前述の暴行事件の後から始められ、妻へ向けられているとされた。事件後2人は和解し、関係も良好と伝えられていたが6年後に離婚。それ以後もこのルーティーンはしばらく続けられていたが、徐々に動作が大人しくなり、ついには全くやらなくなった。

## 受賞歴・個人成績
NBA
- 新人王： 1995年
- NBAオールルーキーチーム 1stチーム： 1995
- 5× アシスト王： 1999(10.8), 2000(10.1), 2001(9.8), 2003(8.9), 2004(9.2)
- オールNBAチーム
  - 5× 1stチーム： 1999, 2000, 2001, 2002, 2004
  - 2ndチーム： 2003
- NBAオールディフェンシブチーム
  - 4× 1stチーム： 1999, 2001, 2002, 2006
  - 5× 2ndチーム： 2000, 2003, 2004, 2005, 2007
- 1試合最多得点：43得点 (vs ヒューストン・ロケッツ 2001年3月29日)
- 1試合最多アシスト：25本 (vs ユタ・ジャズ 1996年2月8日)
- 1試合最多リバウンド：19本
- 1試合最多スティール：6本
- 1試合最多ブロック：4本 (vs ユタ・ジャズ 1998年4月17日)
- レギュラーシーズン通算トリプル・ダブル達成回数：107回 (歴代6位)
- レギュラーシーズン歴代通算アシスト数：2位
- レギュラーシーズン歴代通算スティール数：4位